# Leschenaultia exul
Leschenaultia exul là một loài ruồi trong họ Tachinidae.